# Tiro com arco nos Jogos Olímpicos de Verão de 1988 - Equipes femininas
A prova por equipes femininas do tiro com arco nos Jogos Olímpicos de Verão de 1988 de 27 a 30 de setembro daquele ano no Hwarang Archery Field, em Seul, na Coreia do Sul. A pontuação da rodada de classificação para uma equipe foi a soma das três pontuações obtidas pelas arqueiras individuais na rodada de classificação individual. As doze melhores nações competiram nas semifinais, com as oito primeiras avançando para as finais.

## Formato da competição
A pontuação da rodada de classificação para uma equipe foi a soma das três pontuações obtidas pelas arqueiras individuais na rodada de classificação individual. As doze melhores nações competiram nas semifinais, com as oito primeiras avançando para a final.

## Medalhistas
A campeã olímpica foi a equipe da Coreia do Sul, que dominou a competição, diante da Indonésia, que ficou com a prata. O bronze foi conquistado pela tripla dos Estados Unidos.
|  | KOR Coreia do Sul                           |  | INA Indonésia                                        |  | USA Estados Unidos                          |
|  | Kim Soo-nyung Wang Hee-kyung Yun Young-sook |  | Lilies Handayani Nurfitriyana Saiman Kusuma Wardhani |  | Deborah Ochs Denise Parker Melanie Skillman |

## Resultados
| Pos.              | Nação                  | Arqueiras                                              | Rodada preliminar | Pos. | Semifinal | Pos. | Final |
| ----------------- | ---------------------- | ------------------------------------------------------ | ----------------- | ---- | --------- | ---- | ----- |
| Medalha de ouro   | KOR Coreia do Sul      | Kim Soo-nyung Wang Hee-kyung Yun Young-sook            | 3925              | 1    | 1000      | 1    | 982   |
| Medalha de prata  | INA Indonésia          | Lilies Handayani Nurfitriyana Saiman Kusuma Wardhani   | 3720              | 5    | 975       | 4    | 952   |
| Medalha de bronze | USA Estados Unidos     | Deborah Ochs Denise Parker Melanie Skillman            | 3742              | 4    | 988       | 2    | 952   |
| 4                 | URS União Soviética    | Lioudmila Arjannikova Natalya Butuzova Tetiana Muntian | 3818              | 2    | 978       | 3    | 951   |
| 5                 | GBR Grã-Bretanha       | Pauline Edwards Joanne Franks Cheryl Sutton            | 3692              | 7    | 962       | 5    | 933   |
| 6                 | FRG Alemanha Ocidental | Doris Haas Claudia Kriz Christa Oeckl                  | 3702              | 6    | 953       | 6    | 931   |
| 7                 | SWE Suécia             | Liselotte Andersson Carina Jonsson Jenny Sjöwall       | 3662              | 10   | 949       | 8    | 930   |
| 8                 | FRA França             | Marie-Josée Bazin Nathalie Hibon Catherine Pellen      | 3653              | 11   | 950       | 7    | 898   |
| 9                 | CHN China              | Ma Shaorong Ma Xiangjun Yao Yawen                      | 3683              | 8    | 948       | 9    | –     |
| 10                | POL Polônia            | Joanna Helbin Beata Iwanek Joanna Kwasna               | 3681              | 9    | 945       | 10   | –     |
| 11                | TPE Taipé Chinês       | Chin Chiu-Yueh Lai Fang-Mei Liu Pi-Yu                  | 3749              | 3    | 939       | 11   | –     |
| 12                | MGL Mongólia           | Dorjsembee Erdenechimeg Sambuu Oyuntsetseg Suvd Tuul   | 3626              | 12   | 912       | 12   | –     |
| 13                | FIN Finlândia          | Päivi Aaltonen Minna Heinonen Jutta Poikolainen        | 3593              | 13   | –         | –    | –     |
| 14                | TUR Turquia            | Elif Eksi Huriye Eksi Selda Unsal                      | 3590              | 14   | –         | –    | –     |
| 15                | JPN Japão              | Kyoko Kitahara Keiko Nakagomi Toyoka Oki               | 3567              | 15   | –         | –    | –     |